# New Milford (Illinois)
New Milford és una ciutat dels Estats Units a l'estat d'Illinois. Segons el cens del 2000 tenia 541 habitants.

## Demografia
Segons el cens del 2000, New Milford tenia 541 habitants, 239 habitatges, i 152 famílies. La densitat de població era de 191,6 habitants/km².
Dels 239 habitatges en un 25,1% hi vivien nens de menys de 18 anys, en un 52,7% hi vivien parelles casades, en un 6,7% dones solteres, i en un 36,4% no eren unitats familiars. En el 30,5% dels habitatges hi vivien persones soles el 8,8% de les quals corresponia a persones de 65 anys o més que vivien soles. El nombre mitjà de persones vivint en cada habitatge era de 2,26 i el nombre mitjà de persones que vivien en cada família era de 2,8.
Per edats la població es repartia de la següent manera: un 20,9% tenia menys de 18 anys, un 7,4% entre 18 i 24, un 33,6% entre 25 i 44, un 29% de 45 a 60 i un 9,1% 65 anys o més.
L'edat mediana era de 38 anys. Per cada 100 dones de 18 o més anys hi havia 103,8 homes.
La renda mediana per habitatge era de 39.531 $ i la renda mediana per família de 52.500 $. Els homes tenien una renda mediana de 37.955 $ mentre que les dones 30.000 $. La renda per capita de la població era de 22.937 $. Aproximadament el 6,8% de les famílies i el 9,9% de la població estaven per davall del llindar de pobresa.

## Poblacions properes
El següent diagrama mostra les poblacions més properes.